# Dongmoa
Dongmoa is een geslacht van hooiwagens uit de familie Podoctidae.
De wetenschappelijke naam Dongmoa is voor het eerst geldig gepubliceerd door Roewer in 1927. 

## Soorten
Dongmoa omvat de volgende 2 soorten:
- Dongmoa oshimensis
- Dongmoa silvestrii